# Slavonski Šamac
Slavonski Šamac est un village et une municipalité située en Slavonie dans le comitat de Brod-Posavina, en Croatie. Au recensement de 2001, la municipalité comptait 2 649 habitants, dont 97,66 % de Croates et le village seul comptait 1 256 habitants.
Slavonski Šamac est situé au bord de la Save ; de l'autre côté de la rivière se trouve Bosanski Šamac, en Bosnie-Herzégovine.

## Localités
La municipalité de Slavonski Šamac compte 2 localités : Kruševica et Slavonski Šamac.